# 볼가 드네포르 항공
볼가 드네포르 항공(영어: Volga-Dnepr Airlines, 러시아어: Волга-Днепр)는 러시아의 화물 항공사로 본사는 러시아 울리야놉스크에 위치해 있으며 1990년에 설립했다. 또한 사용하고 있는 허브 공항으로 울리야놉스크에 위치한 울리야놉스크 보스토치니 공항이 있으며 자회사는 러시아의 화물 항공사인 에어브리지 카고 에어가 있다.

## 개요
1990년 8월 안토노프 설계국과 아비아스타-TU, 모터시치 3개의 합자 회사로 설립되어 1991년 10월 운항을 시작했다. 러시아 최초로 아에로플로트와 관련이 없는 회사로 영국의 헤비 리프트 및 마케팅 협정을 체결하고 국제 화물 항공 운송에 참가했다. 이 회사는 11개 업체로 구성된 기업 그룹 중 하나이다. 계열사의 경우 아랍에미리트와 아일랜드에 항공기 정비 회사가 있다. 2004년에 정기화물 항공 수송을 행하는 자회사로 에어브리지 카고 에어를 설립해 보잉 747 기종을 도입했다.

## 보유 기종
- 2018년 1월 기준으로 볼가 드네포르 항공은 다음과 같은 기종을 보유하고 있다.[1][2]

## 사진

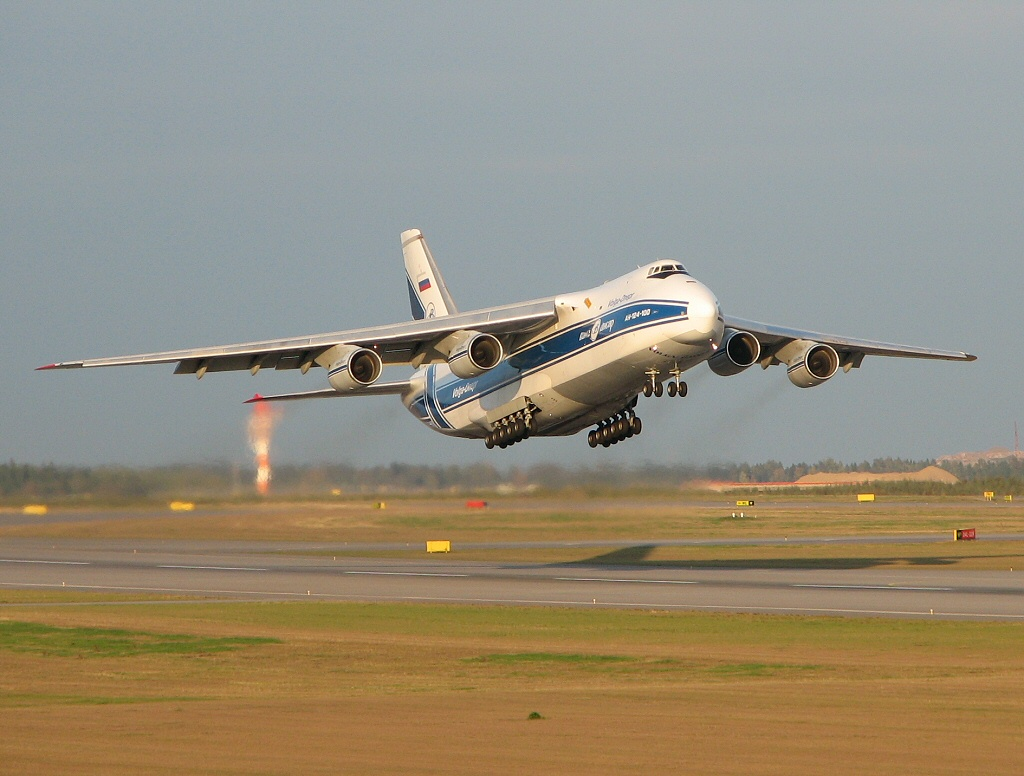
볼가 드네포르 항공의 안토노프 An-124
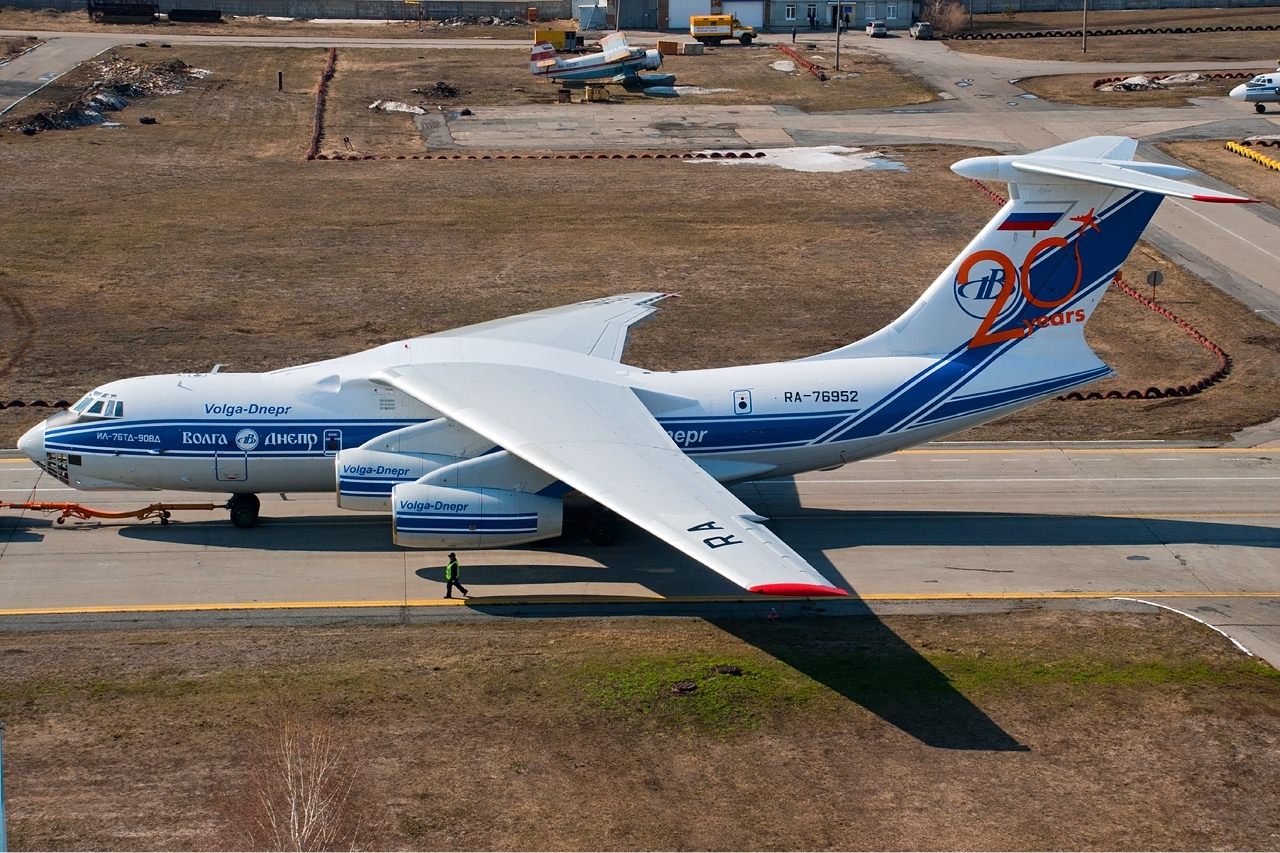
볼가 드네포르 항공의 일류신 Il-76TD-90VD
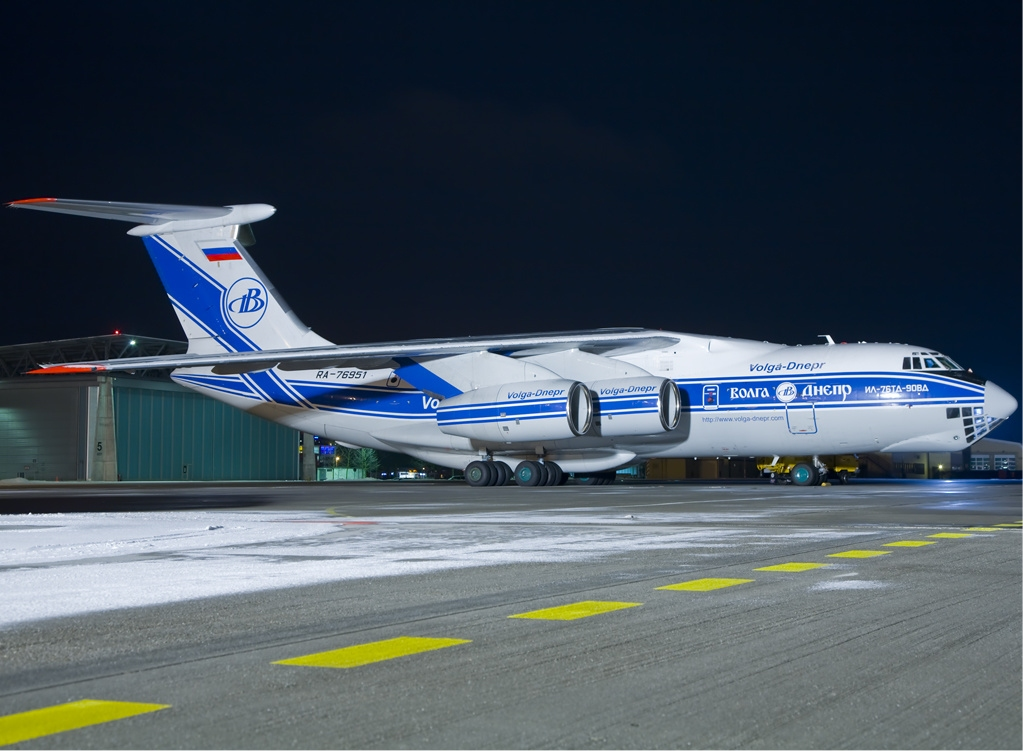
볼가 드네포르 항공의 일류신 Il-76TD-90VD
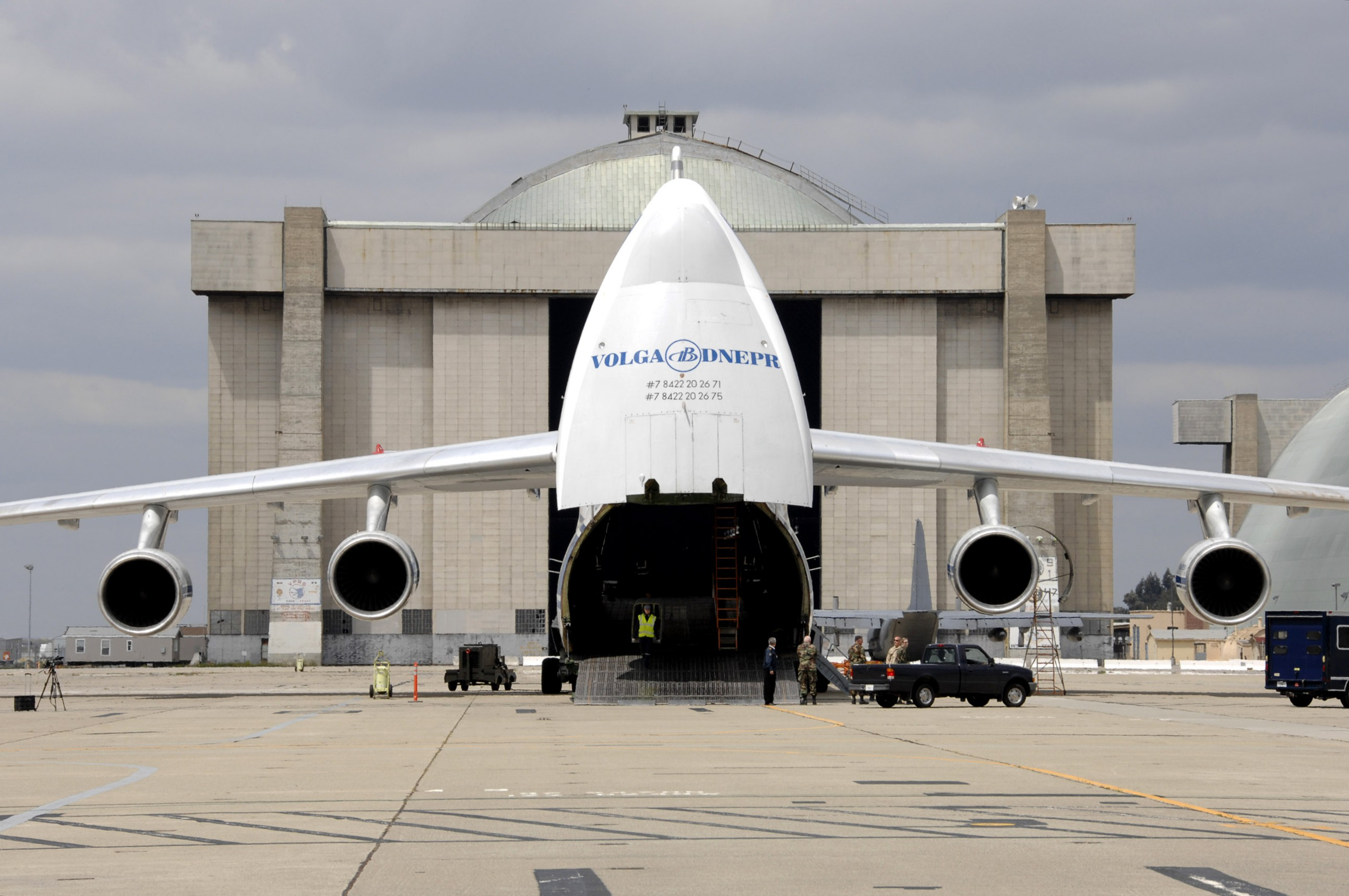
볼가 드네포르 항공의 안토노프 An-124기가 화물칸을 연 모습

## 같이 보기
- 에어브리지 카고 에어